# إيفوغاس
 قبيلة إيفوغاس من قبائل الطوارق، وتتوزع فروعها على أربع دول، وهي: الجزائر وليبيا والنيجر ومالي.
أعلامها
يرجع أصل هذه القبيلة إلى محمد المختار المعروف بآييتا، ويقال إنه من أحفاد الحسن بن علي، وقد خرج من هذه القبيلة كثير من الفرسان الشجعاء والأجواد الكرماء والشيوخ الفقهاء والساسة الحكماء، فمن فرسانهم إياد أغ غالي وإبراهيم أغ بهنقا، ومن ساستهم إنتالا أغ الطاهير وبلال أغ الشريف، ومن شيوخهم سعدون أغ سمق، ومنهم أيضا في هذا العصر أبو الزبير محمد بن موسى الأزوادي الداعية المعروف في الساحة الدعوية، وغيرهم.